# Coppa dell'Africa Occidentale 1982
La Coppa dell'Africa Occidentale 1982 (1982 West African Nations Cup) fu la prima edizione della Coppa dell'Africa Occidentale, competizione calcistica per nazione organizzata dalla WAFU. La competizione si svolse in Benin dal 13 febbraio al 23 febbraio 1982 e vide la partecipazione di otto squadre: Alto Volta, Benin, Costa d'Avorio, Ghana, Liberia, Niger, Nigeria, Togo.

## Formula
- Qualificazioni

Nessuna fase di qualificazione. Le squadre sono qualificate direttamente alla fase finale.
- Fase finale

Fase a gruppi - 8 squadre, divise in due gruppi da quattro squadre. Giocano partite di sola andata, le prime due classificate si qualificano per la fase a eliminazione diretta.
Fase a eliminazione diretta - 4 squadre, giocano partite di sola andata. La vincente si laurea campione dell'Africa Occidentale.

## Squadre partecipanti
| Pr. | Squadra        | Data di qualificazione certa | Partecipante in quanto | Partecipazioni precedenti al torneo | Ultima presenza |
| --- | -------------- | ---------------------------- | ---------------------- | ----------------------------------- | --------------- |
| 1   | Alto Volta     | -                            | Qualificata di diritto | -                                   | Esordiente      |
| 2   | Benin          | -                            | Qualificata di diritto | -                                   | Esordiente      |
| 3   | Costa d'Avorio | -                            | Qualificata di diritto | -                                   | Esordiente      |
| 4   | Ghana          | -                            | Qualificata di diritto | -                                   | Esordiente      |
| 5   | Liberia        | -                            | Qualificata di diritto | -                                   | Esordiente      |
| 6   | Niger          | -                            | Qualificata di diritto | -                                   | Esordiente      |
| 7   | Nigeria        | -                            | Qualificata di diritto | -                                   | Esordiente      |
| 8   | Togo           | -                            | Qualificata di diritto | -                                   | Esordiente      |

Nella sezione "partecipazioni precedenti al torneo", le date in grassetto indicano che la nazione ha vinto quella edizione del torneo, mentre le date in corsivo indicano la nazione ospitante.

## Fase finale

### Fase a gruppi

#### Gruppo A

##### Classifica
| Pos | Squadra        | P.ti | G | V | N | P | GF | GS | DR |
| --- | -------------- | ---- | - | - | - | - | -- | -- | -- |
| 1   | Ghana          | 4    | 3 | 1 | 2 | 0 | 11 | 7  | +4 |
| 2   | Costa d'Avorio | 3    | 3 | 0 | 3 | 0 | 9  | 9  | 0  |
| 3   | Niger          | 3    | 3 | 0 | 3 | 0 | 5  | 5  | 0  |
| 4   | Benin          | 2    | 3 | 0 | 2 | 1 | 4  | 8  | -4 |

##### Risultati
| Cotonou 13 febbraio 1982 | Benin | 0 – 4 | Ghana |  |

| Cotonou 15 febbraio 1982 | Ghana | 5 – 5 | Costa d'Avorio |  |

| Cotonou 15 febbraio 1982 | Benin | 2 – 2 | Niger |  |

| Cotonou 17 febbraio 1982 | Ghana | 2 – 2 | Niger |  |

| Cotonou 17 febbraio 1982 | Benin | 3 – 3 | Costa d'Avorio |  |

| Cotonou 19 febbraio 1982 | Costa d'Avorio | 1 – 1 | Niger |  |

#### Gruppo B

##### Classifica
| Pos | Squadra    | P.ti     | G        | V        | N        | P        | GF       | GS       | DR       |
| --- | ---------- | -------- | -------- | -------- | -------- | -------- | -------- | -------- | -------- |
| 1   | Togo       | 4        | 2        | 2        | 0        | 0        | 3        | 1        | +2       |
| 2   | Alto Volta | 2        | 2        | 1        | 0        | 1        | 3        | 3        | 0        |
| 3   | Liberia    | 0        | 2        | 0        | 0        | 2        | 1        | 3        | -2       |
| -   | Nigeria    | Ritirato | Ritirato | Ritirato | Ritirato | Ritirato | Ritirato | Ritirato | Ritirato |

##### Risultati
| Cotonou 13 febbraio 1982 | Togo | 1 – 0 | Liberia |  |

| Cotonou 15 febbraio 1982 | Alto Volta | 2 – 1 | Liberia |  |

| Cotonou 17 febbraio 1982 | Togo | 2 – 2 | Alto Volta |  |

### Fase a eliminazione diretta

#### Tabellone
|  | Semifinali     | Semifinali     | Semifinali |      |       | Finale          | Finale          | Finale          |  |
|  |                |                |            |      |       |                 |                 |                 |  |
|  | Ghana          | Ghana          | 1          |      |       |                 |                 |                 |  |
|  | Ghana          | Ghana          | 1          |      |       |                 |                 |                 |  |
|  | Alto Volta     | Alto Volta     | 0          |      |       |                 |                 |                 |  |
|  | Alto Volta     | Alto Volta     | 0          |      | Ghana | Ghana           | 2               |                 |  |
|  |                |                |            |      | Ghana | Ghana           | 2               |                 |  |
|  |                |                | Togo       | Togo | 1     |                 |                 |                 |  |
|  | Togo           | Togo           | Togo       | Togo | 1     | 1 (5)           |                 |                 |  |
|  | Togo           | Togo           |            |      |       | 1 (5)           |                 |                 |  |
|  | Costa d'Avorio | Costa d'Avorio | 1 (3)      |      |       | Finale 3º posto | Finale 3º posto | Finale 3º posto |  |
|  | Costa d'Avorio | Costa d'Avorio | 1 (3)      |      |       |                 |                 |                 |  |
|  |                |                |            |      |       |                 |                 |                 |  |
|  |                |                |            |      |       | Alto Volta      | Alto Volta      | 1 (4)           |  |
|  |                |                |            |      |       | Alto Volta      | Alto Volta      | 1 (4)           |  |
|  |                |                |            |      |       | Costa d'Avorio  | Costa d'Avorio  | 1 (2)           |  |

#### Semifinali
| Cotonou 19 febbraio 1982 | Ghana | 1 – 0 | Alto Volta |  |

| Cotonou 21 febbraio 1982                     | Togo                 | 1 – 1 | Costa d'Avorio |  |
| \| \| \| \| \| \| Tiri di rigore 5 – 3 \| \| |                      |       |                |  |
|                                              |                      |       |                |  |
|                                              | Tiri di rigore 5 – 3 |       |                |  |

#### Finale 3º posto
| Cotonou 22 febbraio 1982                     | Alto Volta           | 1 – 1 | Costa d'Avorio |  |
| \| \| \| \| \| \| Tiri di rigore 4 – 2 \| \| |                      |       |                |  |
|                                              |                      |       |                |  |
|                                              | Tiri di rigore 4 – 2 |       |                |  |

#### Finale
| Cotonou 23 febbraio 1982 | Ghana | 2 – 1 | Togo |  |